# Samurai III: Duel at Ganryu Island
Samurai III: Duel At Ganryu Island es una película de 1956 en color japonesa dirigida por Hiroshi Inagaki protagonizada por Toshirō Mifune. Es la tercera película de la trilogía Samurai.